# Baseodiscus unistriatus
Baseodiscus unistriatus är en djurart som tillhör fylumet slemmaskar, och som först beskrevs av Isler 1900.  Baseodiscus unistriatus ingår i släktet Baseodiscus och familjen Valenciniidae.
Artens utbredningsområde är Röda havet. Inga underarter finns listade i Catalogue of Life.